# Лучице (остановочный пункт)
Лучице (пол. Łuczyce) — остановочный пункт в селе Лучице в гмине Коцмыжув-Любожица, в Малопольском воеводстве Польши. Бывшая товарно-пассажирская станция (по 2010 год). Имеет 2 платформы и 3 пути.
Остановочный пункт на железнодорожной линии Варшава-Западная — Краков-Главный.